# Qualificazioni al campionato mondiale di calcio 2022 - CAF - seconda fase - girone B
Questa voce raccoglie i risultati delle partite del girone B valido come secondo turno di qualificazione al Campionato mondiale di calcio 2022 per la zona africana.

## Classifica
| Squadra            | P.ti | G | V | P | S | RF | RS | DR |
| ------------------ | ---- | - | - | - | - | -- | -- | -- |
| Tunisia            | 13   | 6 | 4 | 1 | 1 | 11 | 2  | +9 |
| Guinea Equatoriale | 11   | 6 | 3 | 2 | 1 | 6  | 5  | +1 |
| Zambia             | 7    | 6 | 2 | 1 | 3 | 8  | 9  | +1 |
| Mauritania         | 2    | 6 | 0 | 2 | 4 | 2  | 11 | -9 |

## Risultati

### 1ª giornata
| Arbitro: | Ibrahim Aly Elsaid |

|           |           |                     |
| Niass 69’ | Marcatori | 10’ Mwepu 57’ Mumba |

| Arbitro: | Daniel Laryea |

|                                        |           |  |
| Bronn 54’ Skhiri 78’ Khazri 82’ (rig.) | Marcatori |  |

### 2ª giornata
| Arbitro: | Eric Otogo-Castane |

|  |           |                                    |
|  | Marcatori | 8’ (rig.) Khazri 90+2’ Ben Slimane |

| Arbitro: | Goma Amanda Muanda |

|                 |           |  |
| Ibán 59’ (rig.) | Marcatori |  |

### 3ª giornata
| Arbitro: | Noureddine El Jaafari |

|                   |           |  |
| Coco 35’ Nsue 87’ | Marcatori |  |

| Arbitro: | Bamlak Tessema Weyesa |

|                                  |           |  |
| Skhiri 15’ Khazri 42’ Jaziri 85’ | Marcatori |  |

### 4ª giornata
| Arbitro: | Bakary Gassama |

|            |           |            |
| Sakala 65’ | Marcatori | 82’ Bikoro |

| Nouakchott 10 ottobre 2021, ore 19:00 UTC | Mauritania        | 0 – 0 referto | Tunisia | Stade Olympique\| Arbitro: \| Mehdi Abid Charef \| |
| Arbitro:                                  | Mehdi Abid Charef |               |         |                                                    |

### 5ª giornata
| Arbitro: | Mahmood Ismail |

|                                      |           |  |
| Daka 34’ Sakala 37’, 45’ (rig.), 63’ | Marcatori |  |

| Arbitro: | Boubou Traore |

|           |           |  |
| Ganet 83’ | Marcatori |  |

### 6ª giornata
| Arbitro: | Pacifique Ndabihawenimana |

|                                     |           |            |
| Laïdouni 18’ Dräger 31’ Maâloul 43’ | Marcatori | 80’ Sakala |

| Arbitro: | Ahmad Heeralall |

|            |           |          |
| Kamara 23’ | Marcatori | 58’ Coco |